# Popis vrsta roda Salvia
Popis vrsta roda Salvia

### A
1. Salvia abrotanoides (Kar.) Sytsma
2. Salvia absconditiflora Greuter & Burdet
3. Salvia acerifolia B.L.Turner
4. Salvia acuminata Ruiz & Pav.
5. Salvia adenocaulon P.H.Davis
6. Salvia adenophora Fernald
7. Salvia adenophylla Hedge & Hub.-Mor.
8. Salvia adiantifolia E.Peter
9. Salvia adiyamanensis Ilcim & Tel
10. Salvia adoxoides C.Y.Wu
11. Salvia aegyptiaca L.
12. Salvia aequidens Botsch.
13. Salvia aequidistans Fernald
14. Salvia aerea H.Lév.
15. Salvia aethiopis L.
16. Salvia africana L.
17. Salvia akiensis A.Takano, Sera & N.Kurosaki
18. Salvia alamosana Rose
19. Salvia alata Epling
20. Salvia alatipetiolata Y.Z.Sun
21. Salvia albicalyx J.G.González
22. Salvia albicaulis Benth.
23. Salvia albiflora M.Martens & Galeotti
24. Salvia albimaculata Hedge & Hub.-Mor.
25. Salvia albiterrarum J.G.González & Art.Castro
26. Salvia albocaerulea Linden
27. Salvia alborosea Epling & Játiva
28. Salvia alexeenkoi Pobed.
29. Salvia ali-askaryi S.A.Ahmad
30. Salvia aliciae E.P.Santos
31. Salvia altissima Pohl
32. Salvia alvajaca Oerst.
33. Salvia amethystina Sm.
34. Salvia amissa Epling
35. Salvia amplexicaulis Lam.
36. Salvia amplicalyx E.Peter
37. Salvia amplifrons Briq.
38. Salvia anastomosans Ramamoorthy
39. Salvia anatolica Hamzaoglu & A.Duran
40. Salvia anguicoma Epling
41. Salvia angulata Benth.
42. Salvia angustiarum Epling
43. Salvia apiana Jeps.
44. Salvia appendiculata E.Peter
45. Salvia arabica Al-Musawi & Weinert
46. Salvia aramiensis Rech.f.
47. Salvia aratocensis (J.R.I.Wood & Harley) Fern.Alonso
48. Salvia arborescens Urb. & Ekman
49. Salvia arduinervis Urb. & Ekman
50. Salvia arenaria A.St.-Hil. ex Benth.
51. Salvia areolata Epling
52. Salvia areysiana Deflers
53. Salvia argentea L.
54. Salvia ariana Hedge
55. Salvia aridicola Briq.
56. Salvia aristata Aucher ex Benth.
57. Salvia arizonica A.Gray
58. Salvia arthrocoma Fernald
59. Salvia aspera M.Martens & Galeotti
60. Salvia assurgens Kunth
61. Salvia atrocalyx Epling
62. Salvia atrocyanea Epling
63. Salvia atropaenulata Epling
64. Salvia atropatana Bunge
65. Salvia atropurpurea C.Y.Wu
66. Salvia atrorubra C.Y.Wu
67. Salvia aucheri Benth.
68. Salvia aurea L.
69. Salvia aurita L.f.
70. Salvia austriaca Jacq.
71. Salvia austromelissodora Epling & Játiva
72. Salvia axillaris Moc. & Sessé ex Benth.
73. Salvia axilliflora Epling
74. Salvia ayavazensis Kunth
75. Salvia ayecarrenoae Mart.Gord.
76. Salvia aytachii Vural & Adigüzel
77. Salvia azurea Michx. ex Vahl

### B
1. Salvia bahorucana Urb. & Ekman
2. Salvia baimaensis S.W.Su & Z.A.Shen
3. Salvia balansae de Noé ex Coss.
4. Salvia balaustina Pohl
5. Salvia baldshuanica Lipsky
6. Salvia ballotiflora Benth.
7. Salvia ballsiana (Rech.f.) Hedge
8. Salvia bariensis Thulin
9. Salvia barrelieri Etl.
10. Salvia bazmanica Rech.f. & Esfand.
11. Salvia beckeri Trautv.
12. Salvia beltraniorum J.G.González, Pío-León & Art.Castro
13. Salvia benthamiana Gardner ex Fielding
14. Salvia betulifolia Epling
15. Salvia bifidocalyx C.Y.Wu & Y.C.Huang
16. Salvia biserrata M.Martens & Galeotti
17. Salvia blepharochlaena Hedge & Hub.-Mor.
18. Salvia blepharophylla Brandegee ex Epling
19. Salvia boegei Ramamoorthy
20. Salvia bogotensis Benth.
21. Salvia booleana B.L.Turner
22. Salvia bowleyana Dunn
23. Salvia brachyantha (Bordz.) Pobed.
24. Salvia brachyloba Urb.
25. Salvia brachyloma E.Peter
26. Salvia brachyodon Vandas
27. Salvia brachyodonta Briq.
28. Salvia brachyphylla Urb.
29. Salvia bracteata Banks & Sol.
30. Salvia brandegeei Munz
31. Salvia breviconnectivata Y.Z.Sun
32. Salvia breviflora Moc. & Sessé ex Benth.
33. Salvia brevilabra Franch.
34. Salvia brevipes Benth.
35. Salvia broussonetii Benth.
36. Salvia buchananii Hedge
37. Salvia bucharica Popov
38. Salvia buchii Urb.
39. Salvia bulleyana Diels
40. Salvia bullulata Benth.
41. Salvia bungei J.G.González

### C
1. Salvia caaguazuensis Briq.
2. Salvia cabonii Urb.
3. Salvia cabulica Benth.
4. Salvia cacaliifolia Benth.
5. Salvia cacomensis J.G.González, J.G.Morales & J.L.Rodr.
6. Salvia cadmica Boiss.
7. Salvia caeruleobracteata Mart.Gord., D.Sandoval & García-Mend.
8. Salvia caespitosa Montbret & Aucher ex Benth.
9. Salvia cajamarcana J.G.González, Uria & M.Roncal
10. Salvia calaminthifolia Vahl
11. Salvia calcicola Harley
12. Salvia calderoniae Bedolla & Zamudio
13. Salvia californica Brandegee
14. Salvia calolophos Epling
15. Salvia camarifolia Benth.
16. Salvia campanulata Wall. ex Benth.
17. Salvia camporum Epling
18. Salvia campos-portoi Brade
19. Salvia campylodonta Botsch.
20. Salvia cana Wall. ex Benth.
21. Salvia canariensis L.
22. Salvia candelabrum Boiss.
23. Salvia candicans M.Martens & Galeotti
24. Salvia candidissima Vahl
25. Salvia canescens C.A.Mey.
26. Salvia capitata Schltdl.
27. Salvia carbonoi Fern.Alonso
28. Salvia cardenasii J.R.I.Wood
29. Salvia cardiophylla Benth.
30. Salvia carduacea Benth.
31. Salvia carnea Kunth
32. Salvia carranzae Zamudio & Bedolla
33. Salvia carreyesii J.G.González
34. Salvia carrilloi Véliz & Quedensley
35. Salvia cassia Sam. ex Rech.f.
36. Salvia castanea Diels
37. Salvia cataractarum Briq.
38. Salvia caudata Epling
39. Salvia cavaleriei H.Lév.
40. Salvia cedronella Boiss.
41. Salvia cedrosensis Greene
42. Salvia celendina J.R.I.Wood & Uria
43. Salvia ceratophylla L.
44. Salvia cerinopruinosa Rech.f.
45. Salvia cerradicola E.P.Santos
46. Salvia chalarothyrsa Fernald
47. Salvia chamaedryoides Cav.
48. Salvia chamelaeagnea P.J.Bergius
49. Salvia changchuniana B.Y.Ding, Z.H.Chen & X.F.Jin
50. Salvia chapadensis E.P.Santos & Harley
51. Salvia chapalensis Briq.
52. Salvia chapmanii A.Gray
53. Salvia chazaroana B.L.Turner
54. Salvia chiapensis Fernald
55. Salvia chicamochae J.R.I.Wood & Harley
56. Salvia chienii E.Peter
57. Salvia chinensis Benth.
58. Salvia chionantha Boiss.
59. Salvia chionopeplica Epling
60. Salvia chionophylla Fernald
61. Salvia chloroleuca Rech.f. & Aellen
62. Salvia chorassanica Bunge
63. Salvia chrysophylla Stapf
64. Salvia chudaei Batt. & Trab.
65. Salvia chunganensis C.Y.Wu & Y.C.Huang
66. Salvia cilicica Boiss. & Kotschy
67. Salvia cinnabarina M.Martens & Galeotti
68. Salvia circinnata Cav.
69. Salvia clarendonensis Britton
70. Salvia clarkcowanii B.L.Turner
71. Salvia clementiae Pendry & Y.K.Wei
72. Salvia clevelandii (A.Gray) Greene
73. Salvia clinopodioides Kunth
74. Salvia coahuilensis Fernald
75. Salvia coccinea Buc´hoz ex Etl.
76. Salvia cocuyana Fern.Alonso
77. Salvia codazziana Fern.Alonso
78. Salvia cognata Urb. & Ekman
79. Salvia colonica Standl. & L.O.Williams ex Klitg.
80. Salvia columbariae Benth.
81. Salvia comayaguana Standl.
82. Salvia compar (Wissjul.) Trautv. ex Sosn.
83. Salvia compressa Vent.
84. Salvia compsostachys Epling
85. Salvia concolor Lamb. ex Benth.
86. Salvia confertiflora Pohl
87. Salvia confertispicata Fragoso & Mart.Gord.
88. Salvia congestiflora Epling
89. Salvia connivens Epling
90. Salvia consobrina Epling
91. Salvia corazonica Gilli
92. Salvia cordata Benth.
93. Salvia coriana Quedensley & Véliz
94. Salvia corrugata Vahl
95. Salvia costaricensis Oerst.
96. Salvia costata Epling
97. Salvia coulteri Fernald
98. Salvia crinigera Gand.
99. Salvia crucis Epling
100. Salvia cruckshanksii Benth.
101. Salvia cryptoclada Baker
102. Salvia cryptodonta Fernald
103. Salvia cualensis J.G.González
104. Salvia cuatrecasana Epling
105. Salvia cubensis Britton & P.Wilson
106. Salvia curta Epling
107. Salvia curticalyx Epling
108. Salvia curviflora Benth.
109. Salvia cuspidata Ruiz & Pav.
110. Salvia cyanantha Epling
111. Salvia cyanescens Boiss. & Balansa
112. Salvia cyanicalyx Epling
113. Salvia cyanocephala Epling ex Epling
114. Salvia cyanotropha Epling
115. Salvia cyclostegia E.Peter
116. Salvia cylindriflora Epling
117. Salvia cynica Dunn

### D
1. Salvia dabieshanensis J.Q.He
2. Salvia daiguii Y.K.Wei & Y.B.Huang
3. Salvia darcyi J.Compton
4. Salvia dasyantha Lem.
5. Salvia decumbens Alain
6. Salvia decurrens Epling
7. Salvia densiflora Benth.
8. Salvia dentata Aiton
9. Salvia deserta Schangin
10. Salvia deserti Decne.
11. Salvia desoleana Atzei & V.Picci
12. Salvia diamantina E.P.Santos & Harley
13. Salvia dianthera Roth
14. Salvia dichlamys Epling
15. Salvia dichroantha Stapf
16. Salvia diegoae Mart.Gord. & Lozada-Pérez
17. Salvia digitaloides Diels
18. Salvia discolor Kunth
19. Salvia disermas L.
20. Salvia disjuncta Fernald
21. Salvia divaricata Montbret & Aucher ex Benth.
22. Salvia divinorum Epling & Játiva
23. Salvia dolichantha E.Peter
24. Salvia dolomitica Codd
25. Salvia dombeyi Epling
26. Salvia dominica L.
27. Salvia dorisiana Standl.
28. Salvia dorrii (Kellogg) Abrams
29. Salvia dorystaechas B.T.Drew
30. Salvia drobovii Botsch.
31. Salvia drusica Mouterde
32. Salvia dryophila Epling
33. Salvia dugesiana Epling
34. Salvia dumetorum Andrz. ex Besser
35. Salvia durangensis J.G.González
36. Salvia durantiflora Epling
37. Salvia duripes Epling & Mathias

### E
1. Salvia ecbatanensis Stapf
2. Salvia ekmanii Alain
3. Salvia ecuadorensis Briq.
4. Salvia eichlerana Heldr. ex Halácsy
5. Salvia eigii Zohary
6. Salvia eizi-matudae Ramamoorthy
7. Salvia ekimiana Celep & Dogan
8. Salvia elegans Vahl
9. Salvia elenevskyi Pobed.
10. Salvia emaciata Epling
11. Salvia engelmannii A.Gray
12. Salvia eplingiana Alziar
13. Salvia eremophila Boiss.
14. Salvia eremostachya Jeps.
15. Salvia eriocalyx Bertero ex Roem. & Schult.
16. Salvia eriophora Boiss. & Kotschy
17. Salvia ernesti-vargasii C.Nelson
18. Salvia ertekinii Yild.
19. Salvia erythropoda Rusby
20. Salvia erythrostoma Epling, Epling
21. Salvia espiritosantensis Brade & Barb.Per.
22. Salvia euphratica Montbret & Aucher ex Benth.
23. Salvia evadens J.G.González & Art.Castro
24. Salvia evansiana Hand.-Mazz.
25. Salvia exilis Epling
26. Salvia expansa Epling
27. Salvia exserta Griseb.

### F
1. Salvia fairuziana R.M.Haber & Semaan
2. Salvia falcata J.R.I.Wood & Harley
3. Salvia farinacea Benth.
4. Salvia filicifolia Merr.
5. Salvia filifolia Ramamoorthy
6. Salvia filipes Benth.
7. Salvia fimbriaticalyx Mart.Gord. & Fragoso
8. Salvia firma Fernald
9. Salvia flaccida Fernald
10. Salvia flaccidifolia Fernald
11. Salvia flava Forrest ex Diels
12. Salvia flocculosa Benth.
13. Salvia florida Benth.
14. Salvia fluviatilis Fernald
15. Salvia forreri Greene
16. Salvia forskahlei L.
17. Salvia foveolata Urb. & Ekman
18. Salvia fragarioides C.Y.Wu
19. Salvia freyniana Bornm.
20. Salvia frigida Boiss.
21. Salvia fruticetorum Benth.
22. Salvia fruticosa Mill.
23. Salvia fruticulosa Benth.
24. Salvia fugax Pobed.
25. Salvia fulgens Cav.
26. Salvia funckii Briq.
27. Salvia funerea M.E.Jones
28. Salvia fusca Epling
29. Salvia fuscomanicata Fern.Alonso

### G
1. Salvia gachantivana Fern.Alonso
2. Salvia galloana B.L.Turner
3. Salvia garedjii Troitsky
4. Salvia gariepensis E.Mey.
5. Salvia gattefossei Emb.
6. Salvia gavilanensis Martínez-Ambr., Fragoso & Mart.Gord.
7. Salvia geminata Thulin
8. Salvia gesneriiflora Lindl. & Paxton
9. Salvia glabra M.Martens & Galeotti
10. Salvia glabrata Kunth
11. Salvia glabrescens Makino
12. Salvia glabricaulis Pobed.
13. Salvia glabrifolia D.G.Zhang & X.J.Long
14. Salvia glandulifera Cav.
15. Salvia glechomifolia Kunth
16. Salvia glumacea Kunth
17. Salvia glutinosa L.
18. Salvia goldmanii Fernald
19. Salvia golneviana Rzazade
20. Salvia gomezpompae J.G.González & Bedolla
21. Salvia gontscharowii Kudrjasch.
22. Salvia gonzalezii Fernald
23. Salvia gracilipes Epling
24. Salvia graciliramulosa Epling & Játiva
25. Salvia granatensis B.T.Drew
26. Salvia grandifolia W.W.Sm.
27. Salvia grandis Epling
28. Salvia granitica Hochst.
29. Salvia gravida Epling
30. Salvia greatae Brandegee
31. Salvia greggii A.Gray
32. Salvia grewiifolia S.Moore
33. Salvia grisea Epling & Mathias
34. Salvia griseifolia Epling
35. Salvia grossheimii Sosn.
36. Salvia guacana Fern.Alonso
37. Salvia guadalajarensis Briq.
38. Salvia guaneorum Fern.Alonso
39. Salvia guaranitica A.St.-Hil. ex Benth.
40. Salvia guevarae Bedolla & Zamudio
41. Salvia guidongensis C.Z.Huang, Yan B.Huang, B.J.Ge & Z.C.Qi; otkrivena 2024.
42. Salvia gypsophila B.L.Turner

### H
1. Salvia haenkei Benth.
2. Salvia haitiensis Urb
3. Salvia halophila Hedge
4. Salvia hamulus Epling
5. Salvia handelii E.Peter
6. Salvia hapalophylla Epling
7. Salvia harleyana E.P.Santos
8. Salvia hasankeyfensis Dirmenci, Celep & Ö.Güner
9. Salvia hatschbachii E.P.Santos
10. Salvia haussknechtii Boiss.
11. Salvia hayatae Makino ex Hayata
12. Salvia hedgeana Dönmez
13. Salvia heerii Regel
14. Salvia heldreichiana Boiss. ex A.DC.
15. Salvia helianthemifolia Benth.
16. Salvia henryi A.Gray
17. Salvia herbacea Benth.
18. Salvia herbanica A.Santos & M.Fernández
19. Salvia hermesiana Fern.Alonso
20. Salvia herrerae Epling
21. Salvia heterochroa E.Peter
22. Salvia heterofolia Epling & Mathias
23. Salvia heterotricha Fernald
24. Salvia hians Royle ex Benth.
25. Salvia hidalgensis Miranda
26. Salvia hierosolymitana Boiss.
27. Salvia hilarii Benth.
28. Salvia hillcoatiae Hedge
29. Salvia himmelbaurii E.Peter
30. Salvia hintonii Epling
31. Salvia hirsuta Jacq.
32. Salvia hirta Kunth
33. Salvia hirtella Vahl
34. Salvia hispanica L.
35. Salvia holwayi S.F.Blake
36. Salvia honania L.H.Bailey
37. Salvia hotteana Urb. & Ekman
38. Salvia huastecana Bedolla, Zamudio & H.Castillo-Gómez
39. Salvia huberi Hedge
40. Salvia humboldtiana F.Dietr.
41. Salvia hunzikeri A.Granda
42. Salvia hupehensis E.Peter
43. Salvia hydrangea DC. ex Benth.
44. Salvia hylocharis Diels
45. Salvia hypargeia Fisch. & C.A.Mey.
46. Salvia hypochionaea Boiss.
47. Salvia hypoleuca Benth.

### I
1. Salvia ibugana J.G.González
2. Salvia incumbens Urb. & Ekman
3. Salvia incurvata Ruiz & Pav.
4. Salvia indica L.
5. Salvia indigocephala Ramamoorthy
6. Salvia infuscata Epling
7. Salvia innoxia Epling & Mathias
8. Salvia inornata Epling
9. Salvia insignis Kudr.
10. Salvia integrifolia Ruiz & Pav.
11. Salvia interrupta Schousb.
12. Salvia intonsa Epling
13. Salvia involucrata Cav.
14. Salvia iodantha Fernald
15. Salvia iodophylla Epling
16. Salvia isensis Nakai ex H.Hara
17. Salvia isochroma (Fernald) B.L.Turner
18. Salvia iuliana Epling

### J
1. Salvia jacalana B.L.Turner
2. Salvia jacobi Epling
3. Salvia jaimehintoniana Ramamoorthy ex B.L.Turner
4. Salvia jamaicensis Fawc.
5. Salvia jaminiana de Noé
6. Salvia jamzadii Mozaff.
7. Salvia japonica Thunb.
8. Salvia jaramilloi Fern.Alonso
9. Salvia jessicae B.L.Turner
10. Salvia jordanii J.B.Walker
11. Salvia josetteae El Zein; otkrivena 2024.
12. Salvia judaica Boiss.
13. Salvia jurisicii Kosanin

### K
1. Salvia kamelinii Makhm.
2. Salvia karelinii J.B.Walker
3. Salvia karwinskii Benth.
4. Salvia keerlii Benth.
5. Salvia kellermanii Donn.Sm.
6. Salvia kermanshahensis Rech.f.
7. Salvia kiangsiensis C.Y.Wu
8. Salvia kiaometiensis H.Lév.
9. Salvia klokovii J.B.Walker
10. Salvia komarovii Pobed.
11. Salvia korolkowii Regel & Schmalh.
12. Salvia koyamae Makino
13. Salvia kronenburgii Rech.f.
14. Salvia kudrjaschevii (Gorschk. & Pjataeva) Sytsma
15. Salvia kurdica Boiss. & Hohen. ex Benth.
16. Salvia kuznetzovii Sosn.

### L
1. Salvia lachnaioclada Briq.
2. Salvia lachnocalyx Hedge
3. Salvia lachnostachys Benth.
4. Salvia lachnostoma Epling
5. Salvia laevis Benth.
6. Salvia lagochila T.Wang & L.Wang
7. Salvia lamiifolia Jacq.
8. Salvia lanceolata Lam.
9. Salvia langlassei Fernald
10. Salvia languidula Epling
11. Salvia lanicalyx Epling
12. Salvia lanicaulis Epling & Játiva
13. Salvia lanigera Poir.
14. Salvia lankongensis C.Y.Wu
15. Salvia lapazana B.L.Turner
16. Salvia lasiantha Benth.
17. Salvia lasiocephala Hook. & Arn.
18. Salvia lavandula Alain
19. Salvia lavandulifolia Vahl
20. Salvia lavanduloides Kunth
21. Salvia laxispicata Epling
22. Salvia lemmonii A.Gray
23. Salvia leninae Epling
24. Salvia leonia Benth.
25. Salvia leonuroides Gloxin
26. Salvia leptostachys Benth.
27. Salvia leriifolia Benth.
28. Salvia leucantha Cav.
29. Salvia leucocephala Kunth
30. Salvia leucochlamys Epling
31. Salvia leucodermis Baker
32. Salvia leucophylla Greene
33. Salvia libanensis Rusby
34. Salvia liguliloba Y.Z.Sun
35. Salvia lilacinocoerulea Nevski
36. Salvia limbata C.A.Mey.
37. Salvia lineata Benth.
38. Salvia littae Vis.
39. Salvia lobbii Epling
40. Salvia longibracteolata E.P.Santos
41. Salvia longipedicellata Hedge
42. Salvia longispicata M.Martens & Galeotti
43. Salvia longistyla Benth.
44. Salvia lophanthoides Fernald
45. Salvia loxensis Benth.
46. Salvia lozanii Fernald
47. Salvia luteistriata G.X.Hu, E.D.Liu & C.L.Xiang
48. Salvia lutescens (Koidz.) Koidz.
49. Salvia lycioides A.Gray
50. Salvia lyrata L.

### M
1. Salvia macellaria Epling
2. Salvia macilenta Boiss.
3. Salvia macrocalyx Gardner
4. Salvia macrochlamys Boiss. & Kotschy
5. Salvia macrophylla Benth.
6. Salvia macrosiphon Boiss.
7. Salvia macrostachya Kunth
8. Salvia madrensis Seem.
9. Salvia madrigalii Zamudio & Bedolla
10. Salvia mairei H.Lév.
11. Salvia majdae (Rech.f. & Wendelbo) Sytsma
12. Salvia malvifolia Epling & Játiva
13. Salvia manantlanensis Ramamoorthy
14. Salvia manasluensis Pendry & Y.K.Wei
15. Salvia manaurica Fern.Alonso
16. Salvia marashica Ilçim, Celep & Dogan
17. Salvia marci Epling
18. Salvia margaritae Botsch.
19. Salvia mattogrossensis Pilg.
20. Salvia maximowicziana Hemsl.
21. Salvia maymanica Hedge
22. Salvia mayorii Briq.
23. Salvia mazatlanensis Fernald
24. Salvia mcvaughii Bedolla, Lara Cabrera & Zamudio
25. Salvia medusa Epling & Játiva
26. Salvia meera Ramamoorthy ex J.G.González & Santana Mich.
27. Salvia meiliensis S.W.Su
28. Salvia mekongensis E.Peter
29. Salvia melaleuca Epling
30. Salvia melissiflora Benth.
31. Salvia melissodora Lag.
32. Salvia mellifera Greene
33. Salvia mentiens Pohl
34. Salvia merjamie Forssk.
35. Salvia mexiae Epling
36. Salvia mexicana L.
37. Salvia micrantha Vahl
38. Salvia microdictya Urb. & Ekman
39. Salvia microphylla Kunth
40. Salvia microstegia Boiss. & Balansa
41. Salvia miltiorrhiza Bunge
42. Salvia minarum Briq.
43. Salvia mirzayanii Rech.f. & Esfand.
44. Salvia misella Kunth
45. Salvia mocinoi Benth.
46. Salvia modesta Boiss.
47. Salvia modica Epling
48. Salvia mohavensis Greene
49. Salvia monantha Brandegee ex Epling
50. Salvia monclovensis Fernald
51. Salvia moniliformis Fernald
52. Salvia montbretii Benth.
53. Salvia montecristina Urb. & Ekman
54. Salvia moorcroftiana Wall. ex Benth.
55. Salvia moranii B.L.Turner
56. Salvia mornicola Urb. & Ekman
57. Salvia mouretii Batt. & Pit.
58. Salvia muelleri Epling
59. Salvia muirii L.Bolus
60. Salvia multicaulis Vahl
61. Salvia munzii Epling
62. Salvia muratae T.Yamaz.
63. Salvia muscarioides Fernald

### N
1. Salvia namaensis Schinz
2. Salvia nana Kunth
3. Salvia nanchuanensis Y.Z.Sun
4. Salvia napifolia Jacq.
5. Salvia nazalena Hedge & Mouterde
6. Salvia nemorosa L.
7. Salvia neovidensis Benth.
8. Salvia nervata M.Martens & Galeotti
9. Salvia nervosa Benth.
10. Salvia nilotica Juss. ex Jacq.
11. Salvia nipponica Miq.
12. Salvia nitida (M.Martens & Galeotti) Benth.
13. Salvia novoleontis B.L.Turner
14. Salvia nubicola Wall. ex Sweet
15. Salvia nubigena J.R.I.Wood & Harley
16. Salvia nubilorum Játiva & Epling
17. Salvia nutans L.
18. Salvia nydeggeri Hub.-Mor.

### O
1. Salvia oaxacana Fernald
2. Salvia oblongifolia M.Martens & Galeotti
3. Salvia obtorta Epling
4. Salvia obtusata Thunb.
5. Salvia obumbrata Epling
6. Salvia occidentalis Sw.
7. Salvia occidua Epling
8. Salvia occultiflora Epling
9. Salvia ochrantha Epling
10. Salvia ocimifolia Epling
11. Salvia odam J.G.González
12. Salvia odontochlamys Hedge
13. Salvia officinalis L.
14. Salvia oligantha Dusén
15. Salvia oligophylla Aucher ex Benth.
16. Salvia ombrophila Dusén
17. Salvia omeiana E.Peter
18. Salvia omerocalyx Hayata
19. Salvia omissa J.G.González
20. Salvia opertiflora Epling
21. Salvia ophiocephala J.R.I.Wood
22. Salvia oppositiflora Ruiz & Pav.
23. Salvia orbignaei Benth.
24. Salvia oreopola Fernald
25. Salvia oresbia Fernald
26. Salvia orthostachys Epling ex Epling
27. Salvia ovalifolia A.St.-Hil. ex Benth.
28. Salvia oxyphora Briq.
29. Salvia ozolotepecensis J.G.González & Fragoso

### P
1. Salvia pachyphylla Epling ex Munz
2. Salvia pachystachys Trautv.
3. Salvia palaestina Benth.
4. Salvia palealis Epling
5. Salvia palifolia Kunth
6. Salvia pallida Benth.
7. Salvia palmetorum J.G.González & Carnahan
8. Salvia pamplonitana Fern.Alonso
9. Salvia pannosa Fernald
10. Salvia pansamalensis Donn.Sm.
11. Salvia paohsingensis C.Y.Wu
12. Salvia paraguariensis Briq.
13. Salvia paramicola Fern.Alonso
14. Salvia paramiltiorrhiza H.W.Li & X.L.Huang
15. Salvia parciflora Urb.
16. Salvia parryi A.Gray
17. Salvia parvifolia Baker
18. Salvia paryskii Skean & Judd
19. Salvia patens Cav.
20. Salvia patriciae J.G.González & Martínez-Ambr.
21. Salvia pauciserrata Benth.
22. Salvia paulwalleri B.L.Turner
23. Salvia paupercula Epling
24. Salvia pavonii Benth.
25. Salvia penduliflora Epling
26. Salvia penghuana G.X.Hu & C.L.Xiang; otkrivena 2024.
27. Salvia peninsularis Brandegee
28. Salvia pennellii Epling
29. Salvia pentstemonoides Kunth & C.D.Bouché
30. Salvia peratica Paine
31. Salvia perblanda Epling
32. Salvia peregrina Epling
33. Salvia pericona B.L.Turner
34. Salvia perlonga Fernald
35. Salvia perlucida Epling
36. Salvia perplicata Epling
37. Salvia perrieri Hedge
38. Salvia persepolitana Boiss.
39. Salvia persicifolia A.St.-Hil. ex Benth.
40. Salvia personata Epling
41. Salvia petrophila G.X.Hu, E.D.Liu & Yan Liu
42. Salvia pexa Epling
43. Salvia peyronii Boiss. ex Post
44. Salvia phaenostemma Donn.Sm.
45. Salvia phlomoides Asso
46. Salvia piasezkii Maxim.
47. Salvia pichinchensis Benth.
48. Salvia pilifera Montbret & Aucher ex Benth.
49. Salvia pineticola Epling
50. Salvia pinguifolia (Fernald) Wooton & Standl.
51. Salvia pinnata L.
52. Salvia pisidica Boiss. & Heldr.
53. Salvia platycheila A.Gray
54. Salvia platyphylla Briq.
55. Salvia plebeia R.Br.
56. Salvia plectranthoides Griff.
57. Salvia plumosa Ruiz & Pav.
58. Salvia plurispicata Epling
59. Salvia pobedimovae J.G.González
60. Salvia poculata Nábelek
61. Salvia pogonochila Diels ex Limpr.
62. Salvia polystachia Cav.
63. Salvia pomifera L.
64. Salvia porphyrocalyx Baker
65. Salvia potaninii Krylov
66. Salvia potentillifolia Boiss. & Heldr. ex Benth.
67. Salvia potus Epling
68. Salvia praestans Epling
69. Salvia praeterita Epling
70. Salvia prasiifolia Benth.
71. Salvia pratensis L.
72. Salvia prattii Hemsl.
73. Salvia primuliformis Epling
74. Salvia pringlei B.L.Rob. & Greenm.
75. Salvia prionitis Hance
76. Salvia procurrens Benth.
77. Salvia propinqua Benth.
78. Salvia prostrata Hook.f.
79. Salvia protracta Benth.
80. Salvia pruinosa Fernald
81. Salvia prunelloides Kunth
82. Salvia przewalskii Maxim.
83. Salvia pseudeuphratica Rech.f.
84. Salvia pseudoincisa Epling
85. Salvia pseudojaminiana A.Chev.
86. Salvia pseudomisella Moran & G.A.Levin
87. Salvia pseudopallida Epling
88. Salvia pseudorosmarinus Epling
89. Salvia psilantha Epling
90. Salvia psilostachya Epling
91. Salvia pterocalyx Hedge
92. Salvia pteroura Briq.
93. Salvia puberula Fernald
94. Salvia pubescens Benth.
95. Salvia pugana J.G.González & Art.Castro
96. Salvia pulchella DC.
97. Salvia punctata Ruiz & Pav.
98. Salvia punicans Epling
99. Salvia purepecha Bedolla, Lara Cabrera & Zamudio
100. Salvia purpurea Cav.
101. Salvia purpusii Brandegee
102. Salvia pusilla Fernald
103. Salvia pygmaea Matsum.

### Q
1. Salvia qimenensis S.W.Su & J.Q.He
2. Salvia quercetorum Epling
3. Salvia quezelii Hedge & Afzal-Rafii
4. Salvia quitensis Benth.

### R
1. Salvia radula Benth.
2. Salvia ramamoorthyana Espejo
3. Salvia ramirezii J.G.González
4. Salvia ramosa Brandegee
5. Salvia ranzaniana Makino
6. Salvia raveniana Ramamoorthy
7. Salvia raymondii J.R.I.Wood
8. Salvia rechingeri Hedge
9. Salvia recognita Fisch. & C.A.Mey.
10. Salvia recurva Benth.
11. Salvia reeseana Hedge & Hub.-Mor.
12. Salvia reflexa Hornem.
13. Salvia regia Cav.
14. Salvia reginae J.G.González & J.H.Vega
15. Salvia regnelliana Briq.
16. Salvia remota Benth.
17. Salvia repens Burch. ex Benth.
18. Salvia reptans Jacq.
19. Salvia retinervia Briq.
20. Salvia reuteriana Boiss.
21. Salvia revelata Mátis & A.Z.Szabó
22. Salvia revoluta Ruiz & Pav.
23. Salvia rhizomatosa J.G.González, Art.Castro & H.Ávila
24. Salvia rhodostephana Epling
25. Salvia rhombifolia Ruiz & Pav.
26. Salvia rhyacophila (Fernald) Epling
27. Salvia rhytidea Benth.
28. Salvia richardsonii B.L.Turner
29. Salvia ringens Sm.
30. Salvia rivularis Gardnereru
31. Salvia robertoana Mart.Gord. & Fragoso
32. Salvia roborowskii Maxim.
33. Salvia roemeriana Scheele
34. Salvia rogersiana Ramamoorthy ex J.G.González & Cuevas
35. Salvia roscida Fernald
36. Salvia rosei Fernald
37. Salvia rosifolia Sm.
38. Salvia rosmarinoides A.St.-Hil. ex Benth.
39. Salvia rosmarinus Spenn.
40. Salvia rostellata Epling
41. Salvia rubescens Kunth
42. Salvia rubifolia Boiss.
43. Salvia rubiginosa Benth.
44. Salvia rubrifaux Epling
45. Salvia rubriflora Epling
46. Salvia rubropunctata B.L.Rob. & Fernald
47. Salvia rufula Kunth
48. Salvia runcinata L.f.
49. Salvia rupestris M.Mota & J.F.B.Pastore
50. Salvia rupicola Fernald
51. Salvia rusbyi Britton ex Rusby
52. Salvia russellii Benth.
53. Salvia rypara Briq.
54. Salvia rzedowskii Ramamoorthy

### S
1. Salvia saccifera Urb. & Ekman
2. Salvia sacculus Epling
3. Salvia sagittata Ruiz & Pav.
4. Salvia sahendica Boiss. & Buhse
5. Salvia salicifolia Pohl
6. Salvia samuelssonii Rech.f.
7. Salvia sanctae-luciae Seem.
8. Salvia santanae Ramamoorthy ex J.G.González & Guzm.-Hern.
9. Salvia santolinifolia Boiss.
10. Salvia sarmentosa Epling
11. Salvia saxicola Wall. ex Benth.
12. Salvia scabiosifolia Lam.
13. Salvia scabra Thunb.
14. Salvia scabrata Britton & P.Wilson
15. Salvia scabrida Pohl
16. Salvia scandens Epling
17. Salvia scapiformis Hance
18. Salvia scaposa Epling
19. Salvia schimperi Benth.
20. Salvia schizocalyx E.Peter
21. Salvia schizochila E.Peter
22. Salvia schlechteri Briq.
23. Salvia schmalhausenii Regel
24. Salvia sciaphila (J.R.I.Wood & Harley) Fern.Alonso
25. Salvia sclarea L.
26. Salvia sclareoides Brot.
27. Salvia sclareopsis Bornm. ex Hedge
28. Salvia scoparia Epling
29. Salvia scrophulariifolia (Bunge) B.T.Drew
30. Salvia scutellarioides Kunth
31. Salvia scytinophylla Briq.
32. Salvia secunda Benth.
33. Salvia seemannii Fernald
34. Salvia selleana Urb.
35. Salvia sellowiana Benth.
36. Salvia semiatrata Zucc.
37. Salvia semiscaposa Epling ex Fragoso & Mart.Gord.
38. Salvia seravschanica Regel & Schmalh.
39. Salvia serboana B.L.Turner
40. Salvia sericeotomentosa Rech.f.
41. Salvia serotina L.
42. Salvia serpyllifolia Fernald
43. Salvia serranoae J.R.I.Wood
44. Salvia sessei Benth.
45. Salvia sessilifolia Baker
46. Salvia setulosa Fernald
47. Salvia shahkuhmahalei Akhani
48. Salvia shannonii Donn.Sm.
49. Salvia shaofengkouensis S.S.Ying
50. Salvia sharifii Rech.f. & Esfand.
51. Salvia sharpii Epling & Mathias
52. Salvia sigchosica Fern.Alonso
53. Salvia siirtica Kahraman, Celep & Dogan
54. Salvia sikkimensis E.Peter
55. Salvia silvarum Epling
56. Salvia similis Brandegee
57. Salvia sinaloensis Fernald
58. Salvia sinica Migo
59. Salvia sirenis J.G.González & Gonz.-Adame
60. Salvia siyuanensis S.S.Ying
61. Salvia smithii E.Peter
62. Salvia smyrnaea Boiss.
63. Salvia somalensis Vatke
64. Salvia sonchifolia C.Y.Wu
65. Salvia sonklarii Pant.
66. Salvia sonomensis Greene
67. Salvia sophrona Briq.
68. Salvia sordida Benth.
69. Salvia spathacea Greene
70. Salvia speciosa C.Presl ex Benth.
71. Salvia speirematoides Wright ex Sauvalle
72. Salvia spellenbergii J.G.González
73. Salvia sphacelifolia Epling
74. Salvia sphacelioides Benth.
75. Salvia spinosa L.
76. Salvia splendens Ker Gawl.
77. Salvia sprucei Briq.
78. Salvia squalens Kunth
79. Salvia stachydifolia Benth.
80. Salvia stachyoides Kunth
81. Salvia staminea Montbret & Aucher ex Benth.
82. Salvia stenophylla Burch. ex Benth.
83. Salvia stibalii Alziar
84. Salvia stolonifera Benth.
85. Salvia striata Benth.
86. Salvia strobilanthoides C.Wright ex Griseb.
87. Salvia strobilifera (Benth.) J.G.González
88. Salvia styphelos Epling
89. Salvia subaequalis Epling
90. Salvia subbipinnata (C.Y.Wu) B.Y.Ding & Z.H.Chen
91. Salvia subglabra (Urb.) Urb.
92. Salvia subhastata Epling
93. Salvia subincisa Benth.
94. Salvia submutica Botsch. & Vved.
95. Salvia subobscura Epling
96. Salvia subpalmatinervis E.Peter
97. Salvia subpatens Epling
98. Salvia subrotunda A.St.-Hil. ex Benth.
99. Salvia subrubens Epling
100. Salvia subscandens Epling & Játiva
101. Salvia substolonifera E.Peter
102. Salvia subviolacea Y.K.Wei & Pendry
103. Salvia sucrensis J.R.I.Wood
104. Salvia suffruticosa Montbret & Aucher ex Benth.
105. Salvia summa A.Nelson
106. Salvia synodonta Epling
107. Salvia syriaca L.

### T
1. Salvia tainingensis Y.L.Gao, D.Xie & Z.L.Ning; otkrivena 2024.
2. Salvia taraxacifolia Coss. & Balansa
3. Salvia tchihatcheffii (Fisch. & C.A.Mey.) Boiss.
4. Salvia tebesana Bunge
5. Salvia teddii Turrill
6. Salvia tehuacana Fernald
7. Salvia tenella Sw.
8. Salvia tenorioi Ramamoorthy ex B.L.Turner
9. Salvia tenuiflora Epling
10. Salvia tepicensis Fernald
11. Salvia teresae Fernald
12. Salvia tetramerioides Mart.Gord., Fragoso & García-Peña
13. Salvia tetrodonta Hedge
14. Salvia texana (Scheele) Torr.
15. Salvia textitlana B.L.Turner
16. Salvia thermarum van Jaarsv.
17. Salvia thomasiana Urb.
18. Salvia thormannii Urb.
19. Salvia thymoides Benth.
20. Salvia thyrsiflora Benth.
21. Salvia tianschanica Makhm.
22. Salvia tigrina Hedge & Hub.-Mor.
23. Salvia tilantongensis J.G.González & Aguilar-Sant.
24. Salvia tiliifolia Vahl
25. Salvia tingitana Etl.
26. Salvia toaensis Alain
27. Salvia tobeyi Hedge
28. Salvia tolimensis Kunth
29. Salvia tomentella Pohl
30. Salvia tomentosa Mill.
31. Salvia tonalensis Brandegee
32. Salvia tonaticensis Ramamoorthy ex Lara, Bedolla & Zamudio
33. Salvia topiensis J.G.González
34. Salvia tortuensis Urb.
35. Salvia tortuosa Kunth
36. Salvia townsendii Fernald
37. Salvia trachyphylla Epling
38. Salvia transsylvanica (Schur ex Griseb.) Schur
39. Salvia trautvetteri Regel
40. Salvia triangularis Thunb.
41. Salvia trichocalycina Benth.
42. Salvia trichoclada Benth.
43. Salvia trichopes Epling
44. Salvia trichostephana Epling
45. Salvia tricuspidata M.Martens & Galeotti
46. Salvia tricuspis Franch.
47. Salvia trifilis Epling
48. Salvia trijuga Diels
49. Salvia tubifera Cav.
50. Salvia tubiflora Sm.
51. Salvia tubulosa Epling
52. Salvia tuerckheimii Urb.
53. Salvia turcomanica Pobed.
54. Salvia turdi A.Rich.
55. Salvia turneri Ramamoorthy
56. Salvia tuxtlensis Ramamoorthy
57. Salvia tysonii Skan

### U
1. Salvia uliginosa Benth.
2. Salvia umbratica Hance
3. Salvia umbraticola Epling
4. Salvia umbratilis Fernald
5. Salvia uncinata Urb.
6. Salvia unguella Epling
7. Salvia unicostata Fernald
8. Salvia univerticillata Ramamoorthy ex Klitg.
9. Salvia uribei J.R.I.Wood & Harley
10. Salvia urica Epling
11. Salvia urmiensis Bunge
12. Salvia urolepis Fernald
13. Salvia urticifolia L.
14. Salvia uruapana Fernald

### V
1. Salvia valentina Vahl
2. Salvia vargasii Epling
3. Salvia vargas-llosae Sagást. & E.Rodr.
4. Salvia variana Epling
5. Salvia vaseyi (Porter) Parish
6. Salvia vasta H.W.Li
7. Salvia vazquezii Iltis & Ramamoorthy
8. Salvia veneris Hedge
9. Salvia venturana B.L.Turner
10. Salvia venulosa Epling
11. Salvia verbascifolia M.Bieb.
12. Salvia verbenaca L.
13. Salvia verecunda Epling
14. Salvia vergeduzica Rzazade
15. Salvia vermifolia Hedge & Hub.-Mor.
16. Salvia veronicifolia A.Gray ex S.Watson
17. Salvia verticillata L.
18. Salvia vestita Benth.
19. Salvia villosa Fernald
20. Salvia vinacea Wooton & Standl.
21. Salvia virgata Jacq.
22. Salvia viridis L.
23. Salvia viscida A.St.-Hil. ex Benth.
24. Salvia viscidifolia Epling
25. Salvia viscosa Jacq.
26. Salvia vitifolia Benth.
27. Salvia vvedenskii Nikitina

### W
1. Salvia wagneriana Pol.
2. Salvia wardii E.Peter
3. Salvia warszewicziana Regel
4. Salvia weberbaueri Epling
5. Salvia wendelboi Hedge
6. Salvia whitefoordiae Klitg.
7. Salvia whitehousei Alziar
8. Salvia wiedemannii Boiss.
9. Salvia willeana (Holmboe) Prain
10. Salvia wixarika J.G.González

### X
1. Salvia xalapensis Benth.
2. Salvia xanthocheila Boiss. ex Benth.
3. Salvia xanthophylla Epling & Játiva
4. Salvia xanthotricha Harley ex E.P.Santos
5. Salvia xeropapillosa Fern.Alonso
6. Salvia xolocotzii Bedolla & Zamudio

### Y
1. Salvia yangii B.T.Drew
2. Salvia yosgadensis Freyn & Bornm.
3. Salvia yukoyukparum Fern.Alonso
4. Salvia yunnanensis C.H.Wright

### Z
1. Salvia zacuapanensis Briq.
2. Salvia zamoranensis Zamudio & Bedolla
3. Salvia zaragozana B.L.Turner

### Hibridi
1. Salvia ×accidentalis Sánchez-Gómez & R.Morales
2. Salvia ×adulterina Hausskn.
3. Salvia ×andreji Pobed.
4. Salvia ×atroviolacea Fern.Alonso
5. Salvia ×auriculata Mill.
6. Salvia ×bernardina Parish ex Greene
7. Salvia ×bichigeanii Prodan
8. Salvia ×cadevallii Sennen
9. Salvia ×cernavodae Nyár.
10. Salvia ×cremenescensis Besser
11. Salvia ×doganii Celep & B.T.Drew
12. Salvia ×ferganica Sennikov
13. Salvia ×floriferior Dolat. & Ziel.
14. Salvia ×hegelmaieri Porta & Rigo
15. Salvia ×hybrida Schur
16. Salvia ×jamensis J.Compton
17. Salvia ×karamanensis Celep & B.T.Drew
18. Salvia ×kerneri Blocki
19. Salvia ×lavandulacea (de Noé) P.P.Ferrer
20. Salvia ×mendizabalii (Sagredo ex Rosua) P.P.Ferrer
21. Salvia ×nariniensis Fern.Alonso
22. Salvia ×palmeri A.Gray
23. Salvia ×rociana Fern.Alonso
24. Salvia ×rosuae Figuerola, Stübing & Peris
25. Salvia ×sakuensis Naruh. & Hihara
26. Salvia ×simonkaiana Borbás
27. Salvia ×spiraeifolia Boiss. & Hohen.
28. Salvia ×sylvestris L.
29. Salvia ×telekiana Simonk. & Thaisz
30. Salvia ×tunica-mariae Fern.Alonso
31. Salvia ×westerae J.R.I.Wood